# Toppenstedt
Toppenstedt là một đô thị thuộc huyện Harburg, bang Niedersachsen, Đức. Đô thị này có diện tích 29,09kilômét vuông.